# Studios Advision
Les studios Advision correspondent à un studio indépendant basé à Londres. Il a accueilli plusieurs groupes célèbres tels que Yes, Soft Machine, Emerson, Lake & Palmer (Brain Salad Surgery), Gentle Giant (Octopus), et des artistes solo tels que Paul Young et David Essex.